# United States of Tara
United States of Tara är en amerikansk drama/komedi-tv-serie från 2009 till 2011. I serien får vi följa Tara, tvåbarnsmamma med diagnosen dissociativ identitetsstörning (multipel personlighetsstörning). Hennes återkommande skiftande mellan olika personligheter kommer i allra högsta grad att påverka familjen. Pilotavsnittet av serien sändes 18 januari 2009 på Showtime i USA. Den 24 september samma år hade serien svensk premiär på Kanal 9. Andra säsongen av United States of Tara har visats år 2010. Den 25 mars 2010, endast tre dagar efter andra säsongens premiär, lät bolaget Showtime meddela att serien hade fått anslag för en tredje säsong. Skådespelerskan Toni Collette har fått en Emmy Award för sin roll som Tara.
Den 23 maj 2011 lät Showtime meddela att serien inte fått grönt ljus för en fjärde säsong. Det sista avsnittet sändes i USA den 20 juni 2011.
Steven Spielberg var exekutiv producent för serien.

## Rollista
- Toni Collette - Tara Gregson
- John Corbett - Max Gregson
- Rosemarie DeWitt - Charmaine Craine
- Keir Gilchrist - Marshall Gregson
- Brie Larson - Kate Gregson